# Месолонгион
Месоло́нгион (греч. Μεσολόγγιον) — город в Греции, административный центр периферийной единицы Этолии и Акарнании в периферии Западная Греция и общины (дима) Иера-Полис-Месолонгион (Святой город Месолонгион). Расположен между реками Ахелоос и Эвинос на берегу озера (лагуны) Месолонгион в заливе Патраикос в 35 км от Агриниона и в 37 км от Андириона. На северо-запад от Месолонгиона находится город Этоликон. Население 12 785 жителей по переписи 2011 года. Епархиальный центр Этолийской и Акарнанийской митрополии Элладской православной церкви.
В городе происходили многие драматические события Греческой революции. Это единственный в Греции Святой город (Ιερά πόλις). В городе в 1824 году умер английский поэт лорд Байрон. В Месолонгионе есть мавзолей, в котором находится сердце Байрона, и статуя Байрона, поставленная в 1881 году.

## История
На северо-западе города находятся руины древнего города Плеврона, упоминаемого Гомером в «Илиаде» и разрушенного царём Деметрием II Этолийским. Новый город играл важную роль в Этолии. Впервые упомянут Месолонгион в описании битвы при Лепанто, которая произошла близ Навпакта в 1571 году. Из рыбацкого поселения Месолонгион, благодаря своему положению у входа в залив Патраикос, приобрел большое значение как торговый порт. В 1726 году было открыто вице-консульство Венеции в Месолонгионе. В 1770 году Месолонгион поддержал Пелопоннесское восстание. В Греческую революцию Месолонгион был под начальством Александра Маврокордатоса главным операционным пунктом в Западной Греции; в октябре 1822 года турки напали на него, началась первая осада Месолонгиона, в конце 1823 года — вторая осада Месолонгиона, в апреле 1825 года — третья осада Месолонгиона.

### Выход из Месолонгиона
В 1825 году против Месолонгиона был послан 35-тысячный корпус, предводимый сераскиром Решид Мехмед-пашой, которому султан приказал под угрозой казни овладеть непокорным городом. В то же время Топал-паша осадил Месолонгион с моря. Несмотря на то что крепость защищали всего 4 тысячи румелютов под начальством Нотиса Боцариса, все приступы турок были отбиты. С моря на помощь осажденным явился греческий флот Андреаса Миаулиса, который прогнал неприятельские суда; но и в подкрепление осаждающих прибыл Ибрагим-паша с египетскими войсками. Боевые и жизненные припасы гарнизона настолько истощились, что решено было сделать попытку пробиться. Эта попытка 22 апреля 1826 года не увенчалась успехом, и в город ворвались турки. Тогда греки взорвали пороховой погреб и погребли себя под развалинами вместе с вторгнувшимися противниками.
Трагедия Месолонгиона оказала большое влияние на европейские страны и вызвала широкую поддержку Революции.

## Транспорт
В 1890 году открыта железная дорога Агринион — Крионерион, проходившая через Месолонгион и Этоликон. В 1972 году открыта железная дорога Этоликон — Катохи. Железная дорога Этоликон — Катохи закрыта в 1943 году, а Агринион — Крионерион закрыта в 1972 году.

## Общинное сообщество Месолонгион
Количество населённых пунктов и островов в общинном сообществе Месолонгион — 21. Население 14 386 жителей по переписи 2011 года. Площадь 151,889 квадратного километра.
| Наименование           | Население (2011), человек |
| ---------------------- | ------------------------- |
| Айос-Симеон            | 4                         |
| Агрилья                | 431                       |
| Арванитаиика           | 82                        |
| Археа-Аликарна         | 3                         |
| Бамбакула              | 2                         |
| Василади (остров)      | 0                         |
| Зести                  | 177                       |
| Карица                 | 4                         |
| Кома (остров)          | 0                         |
| Месокамбос             | 224                       |
| Месолонгион            | 12 785                    |
| Неа-Идрагойия          | 43                        |
| Нотиос-Диавлос         | 5                         |
| Прокопанистос (остров) | 5                         |
| Схинос                 | 12                        |
| Схиниас (остров)       | 2                         |
| Теодоракаиика          | 16                        |
| Трелангата             | 200                       |
| Турлис (остров)        | 15                        |
| Филотеи                | 374                       |
| Хуниста                | 2                         |

## Население
| Год  | Население, человек |
| ---- | ------------------ |
| 1991 | 11 302             |
| 2001 | 12 640             |
| 2011 | ↗ 12 785           |

## Известные уроженцы
- Нидер, Константинос (1865—1943) — генерал, участник Балканских и I-й мировой войн, Украинской экспедиции Антанты 1919 года и Малоазийского похода.
- Анастасиос Папулас (1857—1935) — генерал, участник борьбы за Македонию, Балканских войн и Малоазийского похода, где был командующим армии на первом победоносном этапе похода.
- Спиридон Папулас (Σπυριδωνας Παπουλας, 1796—?) — один из крупнейших греческих судовладельцев XIX века, участник освободительной войны 1821—29 годов, отец генерала Анастасиоса Папуласа.
- Власиос Валтинос (1825—1896) — греческий генерал и министр второй половины XIX века.
- Константинос Цакалос (1882—1922) — герой Малоазийского похода греческой армии.

## Города-побратимы
- Великобритания, Джедлинг
- США, Канзас, Лоренс
- Румыния, Фокшани
- Швейцария, Шёфлисдорф